# Trouble Man (album)
Pour les articles homonymes, voir Trouble Man.
Albums de Marvin Gaye
What's Going On
(1971) Let's Get It On
(1973)
Trouble Man est le douzième album studio du chanteur américain soul Marvin Gaye, sorti le 8 décembre 1972 sur le label Tamla Records, filiale de Motown. Cet album est la bande originale d'un film homonyme sorti en 1972. Cette œuvre s'inscrit plus dans l'air du temps que son précédent album, What's Going On, très marqué politiquement, même s'il s'agit quand même d'illustrer musicalement un film de type « blacksploitation ». On retiendra qu'il s'agit du premier album à être intégralement  écrit et produit par l'artiste. Son seul autre album enregistré sous son contrôle créatif complet est In Our Lifetime, sorti en 1981.

## Enregistrement
À la suite du succès de What's Going On, Marvin Gaye avait non seulement acquis le contrôle créatif, mais un contrat renouvelé d'un million de dollars avec Tamla, filiale de Motown. Cet album avait fait du musicien le plus rentable des artistes R & B de tous les temps. 
En signant le contrat au début de 1972, Gaye cherchait à tirer parti de ses opportunités. Soutenu par les succès de bandes sonores de films telles que Shaft et Superfly, Motown a offert au musicien une chance de composer sa propre musique de film après avoir obtenu les droits pour le thriller policier Trouble Man . 
Contrairement à Isaac Hayes et Curtis Mayfield, qui mélangeaient commentaire social et chansons sexuelles dans leurs bandes originales, Gaye choisit de se concentrer principalement sur le personnage du film, "Mister T", produisant et composant la partition du film tout en produisant entièrement la bande originale du film enregistré aux Motown Studios (ou "Hitsville West") à Hollywood. 
Après la fermeture des studios de Detroit à Hitsville USA en 1972, Motown avait principalement déménagé à Los Angeles, où Gaye avait également déménagé pendant l'enregistrement de l'album Trouble Man . Gaye a invité plusieurs musiciens, dont certains des frères Funk et du groupe de Hamilton Bohannon. 
Gaye composera cinq versions différentes de la piste de titre, y compris une version vocale alternative, utilisée principalement pour l'intro du film. La version alternative comprenait Gaye doublant deux parties vocales principales en une, amenant sa voix de fausset avec son ténor au-dessus du fausset. La version simple, qui figurait également sur la bande son, comporterait une seule prise vocale principale. Les trois autres versions ont été mises sur l'album en instrumentales, Gaye fournissant des claviers synthétiseurs tandis que des solos de saxophone (et parfois de la guitare) l'accompagnent. 
Les seules autres chansons dans lesquelles Gaye vocalisait des harmonies ou jouait au chant principal comprenaient "Poor Abbey Walsh", "Cleo's Apartment", "Life is a Gamble", "Don't Mess with Mister T" et "There Goes Mister T".

## Réception critique
Soutenu par le succès de la chanson titre, qui a ramené Gaye à un format de blues atteignant respectivement les n ° 4 du Soul Chart et 7 des Pop Charts, l’album a suivi en décembre où il a atteint le top 20 du Billboard 200 culminant à # 12. Sur les charts Cashbox et Record World, l'album a même atteint le Top 5, respectivement, atteignant presque le niveau atteint par son prédécesseur monumental, What's Going On, dix-huit mois plus tôt. 
Ce serait la seule bande son de Gaye. Les critiques ont donné à l'album des critiques favorables tout en comparant parfois les efforts de Gaye avec ceux de Hayes et de Mayfield. Par la suite, d’autres musiciens de R & B produiront leurs propres bandes sonores, notamment James Brown, Barry White et les autres artistes de Motown, Willie Hutch et Edwin Starr . 
L’album a été référencé positivement dans le film 2014 Captain America: Le Soldat de l’Hiver, Falcon ( Anthony Mackie ) disant à Captain America ( Chris Evans ): "Tout ce que vous avez manqué a été intégré à un album." Il y a aussi un clip de Trouble Man (single) jouant sur un iPhone dans une scène d'hôpital. 
Toutes les chansons écrites par Marvin Gaye . 

### Album d'origine
Face un
1. "Thème principal de Trouble Man (2)" - 2:30
2. "'T' la joue cool" - 4:27
3. "Pauvre Abbey Walsh" - 4:13
4. "Le cambriolage (Police Shoot Big)" - 1:57
5. "L'Appartement de Cléo" - 2:10
6. " Trouble Man " - 3:49
7. "Thème de Trouble Man " - 2:01

Face deux
1. "'T' pour Trouble" - 4:48
2. "Thème principal de Trouble Man (1)" - 3:52
3. "La vie est un pari" - 2:32
4. "Tout au fond" - 1:25
5. "Faut pas s'embrouiller avec Mister 'T'" - 3:04
6. "Voila Mr 'T'" - 1:37

### Réédition 2012
Disque un (titres bonus)
1. Thème principal de Trouble Man (2) (autre enregistrement avec cordes)
2. "T" joue cool (Inédit)
3. Pauvre abbaye de Walsh, partie 2 (premier enregistrement)
4. Pauvre abbaye de Walsh, partie 2 (second enregistrement)
5. Trouble Man (version étendue)
6. Thème de Trouble Man (Version vocale)
7. "T" for Trouble (version vocale inédite)
8. "T" signifie problème (version alternative)
9. Thème principal de Trouble Man (Version vocale)

Disque deux (partition originale du film)
1. Trouble man
2. Pauvre salle
3. "T" joue cool
4. Cadillac Interlude / l'Appartement de Cleo
5. Homme ligoté / Jimmy's West / Conversation avec Cleo
6. Crap Game (AKA The Break In) / Se débarrasser du corps / Parler à Angel
7. A l'extérieur du commissariat
8. Bowling / Parking
9. Bâton
10. Nettoyeurs / Cleo
11. Jimmy Ferme
12. Intervention de la police
13. "T" nettoie / poste de police
14. Emballer / Jimmy se fait cuisiner / Dire au revoir / "T" s'introduit / salle de cinéma
15. En bagnole / À la recherche de Pete
16. Parking / ascenseur
17. Penthouse
18. Trouver Pete
19. Mon nom est "T" / Fin des crédits
20. "T" à la croisée (bonus de film)

## Utilisation en France
En 1990, un groupe de rap naissant, originaire de la Seine-Saint-Denis, Suprême NTM, composé principalement de deux rappeurs, Joey Starr et Kool Shen débarque sur les radios et inonde les fréquences d'un tube qui les fait décoller : Le Monde de demain. le succès est immédiat. 
Les paroles viennent se "posere" sur le sample complet du morceau "T" Stands for Trouble de Marvin Gaye.  On retrouve par ailleurs un extrait scratché de Public Enemy No. 1 (1987) de Public Enemy 
La chanson qui évoque la violence des banlieues, sort dans un contexte des émeutes de Mantes la Jolie notamment avec des mouvements de jeunes et des évènements à Mantes-la-Jolie à ou à Vaulx-en-Velin. Christophe Lameignère, ancien directeur artistique chez Epic / Sony à l'époque de NTM, explique quant à lui « C’est vrai que c’est un hymne. On a l’impression que la chanson a été écrite hier, parce que les problèmes de la jeunesse, des banlieues, les problèmes sociaux… même s’ils ont évolué, ont finalement le même fond. Et c’était extrêmement pertinent de faire ce diagnostic. Ils ont décrit la situation, comme dirait Audiard, avec la précision d'un fusil de concours… ».

## Personnel

### Les musiciens
- Marvin Gaye - chant, claviers, piano, synthétiseurs, batterie, producteur, arrangeur (9)
- Trevor Lawrence - saxophones alto, ténor et baryton
- Fontaine Eli - saxophone alto
- Marty Montgomery - saxophone soprano
- Dale Oehler - arrangements pour cor et rythme (piste 9)
- Gene Page - cordes (9)
- Robert O. Ragland - piano, arrangements à cordes (7)
- James Anthony Carmichael - arrangements des cors (7)

### Production
- Dale Oehler - arrangeur (titres 1, 6)
- Gene Page - arrangeur (9)
- Jack Hayes - arrangeur (3, 10-13)
- JJ Johnson - arrangeur (8)
- Robert O. Ragland - arrangeur (4–5)
- Leo Shuken - arrangeur (3, 10-13)
- Jerry Long - arrangeur (2)